# Deus no budismo
O Budismo é geralmente considerado pelos ocidentais como uma religião não-teísta.  Embora ensine que existem deuses (Devas) - seres que habitam em mundos celestiais de grande felicidade - tais seres, porém, não são eternos nessa forma e estão sujeitos à morte e eventual renascimento em reinos inferiores da existência.
No entanto, é preciso fazer a distinção entre os ensinamentos aparentemente não-teístas do Cânone Pali ("agamas") e ensinamentos  compatíveis com alguma forma de teísmo das escolas Tântricas e dos Sutras Mahayana.
Em essência, a metodologia do budismo é incompatível com uma determinação radical ateísta, sendo o seu ensinamento voltado principalmente para o reconhecimento da natureza da realidade como forma de libertar todos os seres da não satisfatoriedade.
Os budistas no Ocidente moderno seguem uma interpretação do Budismo que não admite o sobrenatural nem a divindade, mas essa visão está longe de ser autêntica. Quase certamente representa um modo diferente de encarar o Budismo em relação à maior parte da história dessa religião. Nessas interpretações céticas, outros reinos de existência e deuses são vistos por eles apenas como metáforas úteis para entender aspectos da mente.

## A ideia de Deus no Budismo Theravada
O Buda, nas escrituras do Cânone Pali, trata como algo "vão e vazio” (Digha-Nikaya No. 13, Tevijja Sutta) o fato de que brâmanes (a casta sacerdotal hindu) possam ensinar outros a atingir a união com o que eles próprios jamais viram. Segundo Buda, eles de fato não viram Brahma (um dos principais deuses do hinduísmo) face a face. Contudo, isto não é uma negação da existência de Brahma, mas meramente uma indicação (de Buda) à tolice de alguns professores religiosos em particular que guiavam outros ao que eles mesmos não conhecem pessoalmente.
Embora o próprio Brahma não seja negado por Buda (ver Sutra Brahmajala), ele não é visto (pelo Buda) como um Deus Criador soberano, onisciente ou onipotente. Brahma (na visão de algumas correntes) está sujeito à mudança, declínio e morte, assim como qualquer outro ser senciente no Samsara (o ciclo de renascimentos) e incapaz de auxiliar a transcender este estado.
Em vez de acreditar em um Deus criador como Brahma (um ser celestial benigno, mas que ainda não está livre de se iludir e renascer), pessoas dispostas a isso são encorajadas a praticar o Dharma (ensinamentos, método de liberação com base nas leis do universo) do Buda, em que a visão correta, o pensamento correto, a fala correta, a ação correta, o modo de vida correto, o esforço correto, a atenção correta e a imersão meditativa correta são superiores e poderiam trazer liberação espiritual. Para o Budismo, a ideia de um deus pessoal agindo como criador absoluto e transcendente é contraditória com os ensinamentos, bem como a ideia de que existe um substrato material divino. O materialismo e o amoralismo, entretanto, são fortemente criticados pelo budismo no sutra Samaññaphala.
O conceito de "Deus” não faz parte da doutrina páli de Buda sobre a liberação do sofrimento ─ embora alguns vejam na noção de “Nirvana” alguma relação com um Absoluto transcendental e impessoal. O principal foco de veneração do budismo antigo é o Darma, a lei metafisica que leva à iluminação, sendo este considerado um objeto de devoção em textos como o controverso Aganna Sutta.

## Doutrinas do Mahayana e do Tantrismo (Vajrayana)
A situação assume aspectos diferentes nos Budismos Mahayana e Tântrico. Aqui pode-se encontrar a noção dos Budas com vários tipos de corpos, aparecendo como reis de “Campos Búdicos” (Terras-puras – mundos onde a prática espiritual é o foco central). Apesar de existirem incontáveis Budas , incluindo o buda histórico. Existe a simbologia do Buda primordial (em alguns textos, este sendo Vairocana  e em outros Samantabhadra), uma representaçao Simbólica do universo e suas leis harmônicas. Sua essência é única e é neste sentido que "o Buda primordial" é louvado como “Tathagata” e "senhor dos devas" (mesmo no theravada, é Brahma se prostra ao Buda e pede que ele ensine pela primeira vez). Seu reino (“dhatu”) também é dito como inerente em todos os seres. Essa essência indestrutível é chamada de “Buddha-dhatu” (elemento-de Buda, natureza-de-Buda, reino-de-Buda) ou “Tathagatagarbha” em sutras tais como “Mahaparinirvana Sutra” e “Anunatva-Apurnatva-Nirdesa”. Além disso, a ideia de uma Base do Ser, e é tida como atemporal, inerente a tudo, que tudo sabe, incriada e incessante (o dharmadhatu ou sattvadhatu), que é a Mente Desperta (bodhicitta) ou Dharmakaya (“Corpo da Verdade”) do próprio Buda, é promulgada em tais textos.  No Mahavairocana Sutra, esta essência do supremo Buda, chamada de Vairocana, é simbolizada pela letra “A”, que se diz ser residente nos corações de todos os seres e sobre a qual o Buda Vairocana declara: “[a mística letra ‘A’] se situa no local do coração:
ela é Senhor e Mestre de tudo, e ela permeia inteiramente todos os animados e inanimados.
‘A’ é a mais alta energia-de-vida …” (The Maha-vairocana-Abhisambodhi Tantra, p. 331).
Este grande Buda Primordial, Vairocana é chamado de: “o Bhagavat [= O Abençoado], Mestre do Dharma, o Sábio, que é completamente perfeito, que a tudo permeia, que abrange todos os sistemas de mundos, que tudo sabe, o Senhor Vairocana” (p. 355).
O texto Tântrico “O Sarva-Tathagata-Tattva-Samgraha”, louva  este supremo Buda Vairocana nos seguintes versos:
“Ele é o todo-bondade, destruidor [do sofrimento], o grande senhor da Felicidade, útero do céu, Grande Luminosidade …
o grande Senhor Onisciente  …
Ele não tem começo nem fim …
[Ele é] o senhor de Vishnu …
Protetor do mundo, do céu, da terra …
dos elementos, o bom benfeitor dos seres, das coisas … o repouso abençoado, atemporal …
O eu-vazio de todos os Budas …
Pre-eminente sobre todos e mestre do mundo.”
Descrições semelhantes podem ser encontradas no “Tantra Rei- que-Tudo-Cria”, onde a Mente do Despertar universal (chamada de “Buda Samantabhadra” - o “Todo-Bem”) declara de si mesmo:
“Eu sou o núcleo de tudo o que existe. Sou a semente de tudo o que existe. Sou a causa de tudo o que existe. Sou o tronco de tudo o que existe. Sou a fundação de tudo o que existe. Sou a raiz da existência. Sou ‘o núcleo’ porque contenho todos os fenômenos. Sou ‘a semente’ porque dou vida a tudo. Sou ‘a causa’ porque tudo provém de mim. Sou ‘o tronco’ porque as ramificações de cada evento brotam de mim. Sou ‘a fundação’ porque tudo reside em mim. Sou chamado de ‘a raiz’ porque sou tudo.” (The Supreme Source (A Fonte Suprema), p. 157).
Esses textos costumam ser facilmente interpretados como sendo a ideia budista de divindade. Deve se é perceber que, apesar de tudo, esta descrição se diferencia em muitos aspectos das ideias de divindade oriental ou ocidental. Pois o Buda primordial não é uma divindade literal, e sim uma representaçao simbólica do sistema de leis naturais e morais do universo (Dharma). Há de se perceber também que esta representaçao é distinta do buda histórico, sendo este um humano iluminado.
Em vários textos, como no budismo Chan Chinês ou Zen Japonês vemos uma leve semelhança com as ideias do Taoismo.
Assim, as doutrinas do Budismo primitivo e posterior espalham-se por um vasto arco que vai de um aparente não-teísmo às maiores formas de pensamento, chegando ao máximo num aparente panteísmo.

## Literatura
- Gethin, Rupert. "Cosmology and meditation: from the Agganna Sutta to the Mahayana" in Williams, Paul. Buddhism, Vol. II. Routledge 2004. ISBN 0-415-33228-1 pgs 104, 126
- The Supreme Source (A Fonte Suprema), C. Norbu, A. Clemente (Snow Lion Publications, New York 1999)
- The Maha-Vairocana-Abhisambodhi Tantra (O Tantra Maha-Vairocana-Abhisambodhi), traduzido para o inglês por Stephen Hodge (Routledge Curzon, Londres 2003)
- The Mahayana Mahaparinirvana Sutra ( O Sutra Mahayana Mahaparinirvana), traduzido para o inglês por Kosho Yamamoto, editado e revisto pelo Dr. Tony Page (Nirvana Publications, Londres 1999-2000)